# 황둔중학교
황둔중학교(黃屯中學校)는 대한민국 강원특별자치도 원주시 신림면 황둔리에 있는 공립 중학교이다.

## 학교 연혁
- 1967년 12월 26일 : 황둔중학교(사립) 설립인가
- 1972년 3월 18일 : 황둔중학교(공립) 설립인가
- 2025년 1월 6일 : 제55회 졸업식(졸업생수 6명, 총 누계 2,123명)
- 2025년 3월 1일 : 제24대 이희정 교장 부임
- 2025년 3월 4일 : 2025학년도 입학식(2명 남 1명, 여 1명)

## 참고 자료
- 황둔중학교 - 한국교육학술정보원 학교알리미